# Euphaedra ravola
Euphaedra ravola är en fjärilsart som beskrevs av William Chapman Hewitson 1866. Euphaedra ravola ingår i släktet Euphaedra och familjen praktfjärilar. Inga underarter finns listade i Catalogue of Life.

## Bildgalleri

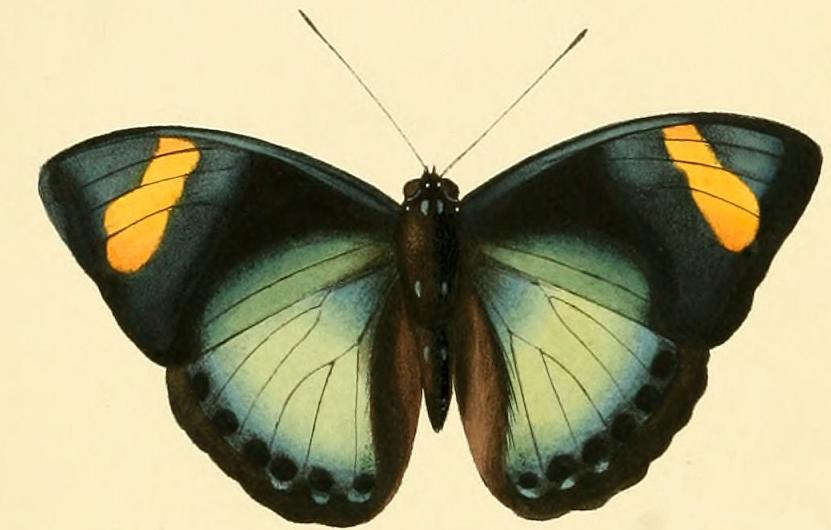
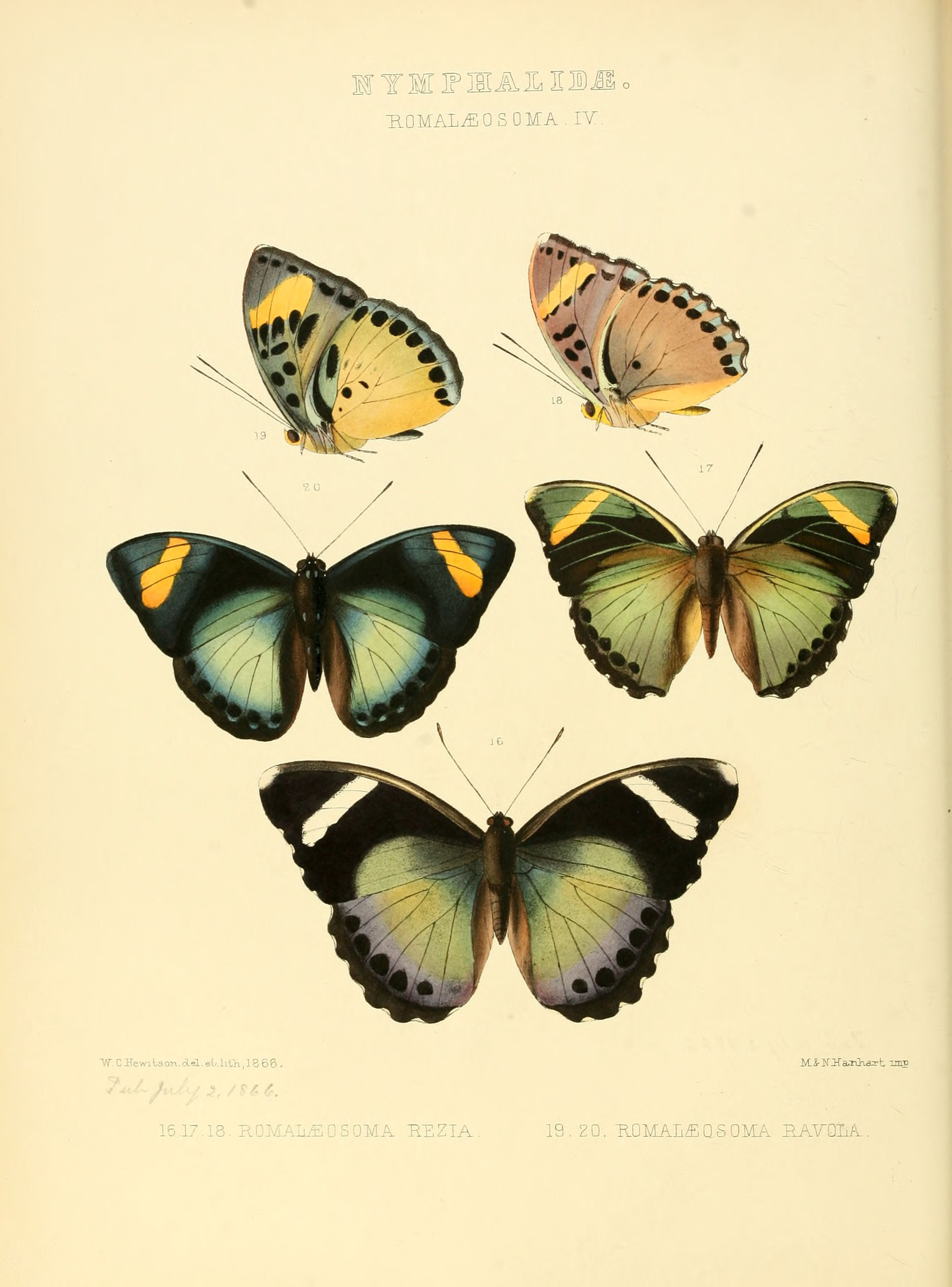